# オフサイド大西
オフサイド大西（おふさいど おおにし、1967年5月31日 - ）は、東京都生まれの元レポーター、元ラジオパーソナリティ、元フリーラジオディレクター。本名は大西 寿英（おおにし としひで）。フリーラジオディレクターを経て、現在は某デジタルコンテンツ企画開発・ゲーム製作などを行う企業にて開発プロデューサーをしている。

## 来歴・人物
TFMの深夜番組『椎名へきるのG1グルーパー』にて、当時普及段階であったインターネットとの同調を図るべく、初心者には難解なパソコン用語などの説明などを行う役割として番組に参加するが、そもそもの仕事であるレポーター業が幸いし、番組途中からはほとんどのトークコーナーに出没し、ついにはサブパーソナリティ的な役割を果たすまでになった。
その後、幾度かの番組改編ののち、1997年『DEEPER STREET木曜日』にて毎週3時間の生放送を担当しながら、1998年秋から水曜日深夜28:00～29:00で、『しんドル』を中嶋ミチヨ（このときの肩書きは“教官”となっていた）と共にアイドルを中心に取り上げる番組も担当するなど売れっ子ぶりをみせる。
単独でも『しんドルパーラー』（JFN）のパーソナリティーを務めたこともあるが、多くの深夜番組で女性とのコンビとなり、そのいずれの番組でもいわゆる「いじられ役」に徹しており、相方のパーソナリティの個性に合わせ、流行のネタから番組の裏事情、自分の過去まで毎週尽きそうで尽きない内容の濃いある意味捨て身のトークを展開していた。
番組に出る際には「オフサイド大西」と名乗っており、1998年年始に番組内のコーナー中に浅川悠により本名を暴露されたが、本人は最後までオフサイド大西で通した。
フリーラジオディレクターになってから手掛けた番組で主なものには「タンポポ編集部 OH-SO-RO!」（TBSラジオ）がある。
2006年2月、ラジオ業界からの引退および現職への転身を発表した。
2008年4月、くも膜下出血発症、生死をさまようも奇跡的に一命を取り留める。以後、退職、後遺症のためリハビリ静養生活に入る。
2010年、声優イベントへの出演、ネットラジオの一時的再開などで大幅に回復した姿を一部で見せている。

## 担当番組
出演
- TOKYO FM番組のレポーター
- TOKYO FM 毎週日曜生放送 LOVE STATION
- 椎名へきるのG1グルーパー
- DEEPER STREET木曜日
- しんドル
- しんドルパーラー

スタッフ
- タンポポ編集部 OH-SO-RO!

など……